# 平野川信号場

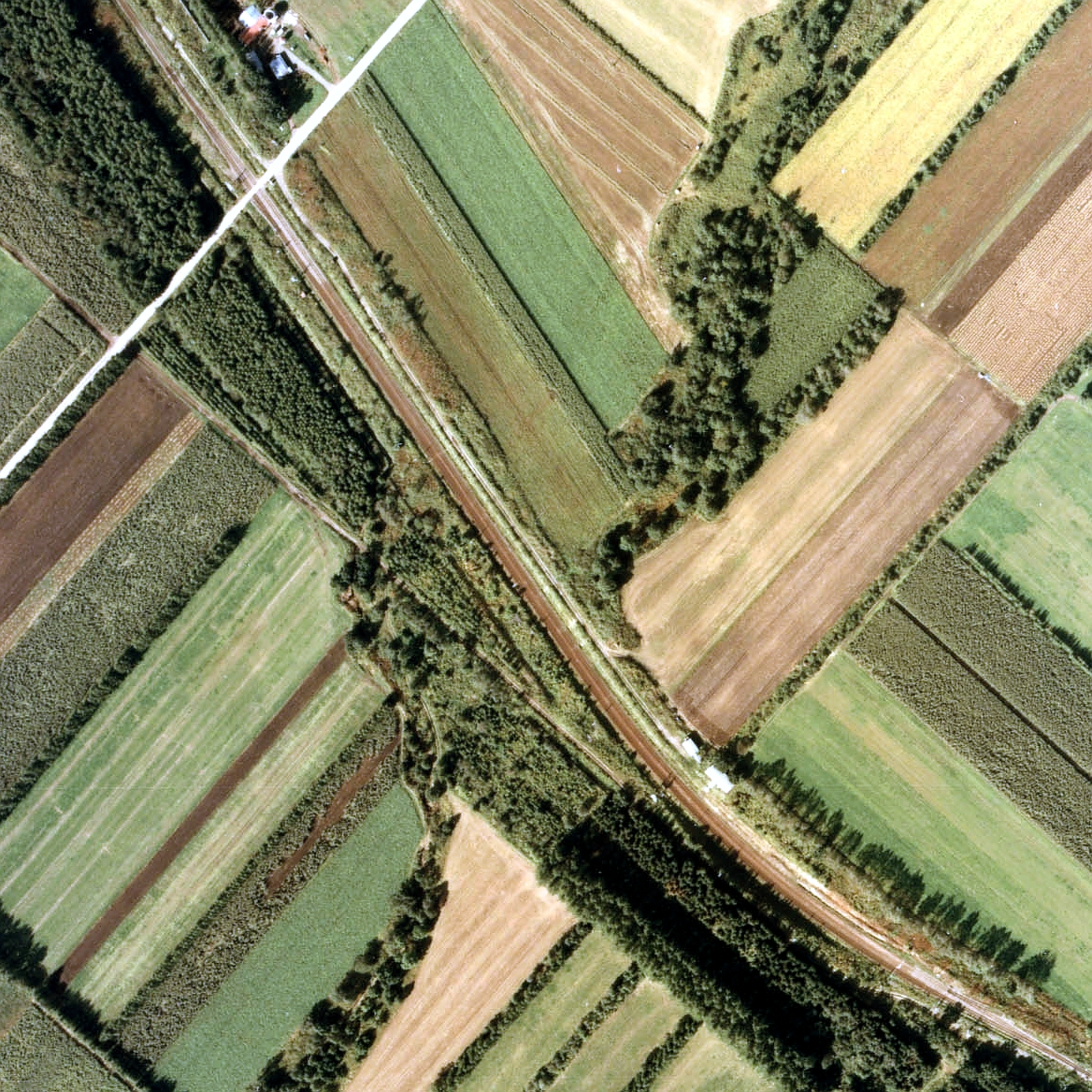
1977年の平野川信号場と周囲約500m範囲。右下が根室方面。

平野川信号場（ひらのがわしんごうじょう）は北海道上川郡清水町字羽帯にある北海道旅客鉄道（JR北海道）根室本線の信号場である。事務管理コードは▲110457。

## 歴史
- 1965年（昭和40年）9月30日：日本国有鉄道の信号場として開業[3][2][4]。係員配置。
- 1967年（昭和42年）10月1日：御影駅からの遠隔操作となり無人化[4]。
- 1971年（昭和46年）5月1日：根室本線上落合信号場 -  昭栄信号場間CTC化[4]。
- 1987年（昭和62年）4月1日：国鉄分割民営化によりJR北海道に継承[1]。
- 1994年（平成6年）度：石勝線・根室線高速化工事に伴い同年度に構内改良[5]。
- 2013年（平成24年）7月22日：当信号場で停車していた、札幌発帯広行き「スーパーとかち」1号の3号車のエンジン付近から白煙が上がり、潤滑油とみられる油が漏れ出るトラブルが発生[6]。

## 構造
2線を有する単線行き違い型の信号場。建物側の1番線が本線となっており、上下とも通過列車は1番線を使用し、待避する列車のみ2番線を使用する。
|  |

## 周辺
農地が点在する。
- 国道38号

## 隣の駅
北海道旅客鉄道（JR北海道）
■根室本線
十勝清水駅 (K24) - 平野川信号場 - *羽帯駅 (K25) - 御影駅 (K26)
*打消線は廃駅